# مدرسة ماريفال الهندية السكنية
كانت مدرسة ماريفال الهندية السكنية Marieval Indian Residential School جزءًا من نظام المدارس السكنية الهندية الكندية. تقع في محمية Cowessess 73 في ماريفال، ساسكاتشوان، كندا. وعملت من عام 1898 [nb 1] إلى 1997. كانت تقع في وادي Qu'Appelle شرق بحيرة Crooked وعلى بعد 24 كـم (15 ميل) شمال برودفيو.
في يونيو 2021، عُثر على 751 قبرًا بدون شواهد على أرض المدرسة من قبل Cowessess First Nation، وهي أكثر الأماكن التي عُثر فيها على مثل تلك القبور في كندا حتى الآن وفقًا لما ذكره اتحاد الشعوب الأصلية ذات السيادة (FSIN)، الذي يمثل الأمم الأولى في ساسكاتشوان. يُعد هذا الاكتشاف الثاني لمقابر غير مميزة في كندا في عام 2021، وذلك بعد اكتشاف 215 قبرًا بدون شواهد في مدرسة كاملوبس الهندية السكنية في الشهر السابق.

## التاريخ
كانت الكنائس المسيحية تدير نظام المدارس السكنية الكندية الهندية بشكل صريح نيابة عن الحكومة الكندية، لدرجة أن الكنائس طلبت من الحكومة تغطية تعويضات الضحايا عندما هدد عدد هائل من دعاوى السكان الأصليين بإفلاس الطوائف المسيحية المعنية؛ وانتهى الأمر بالحكومة بالفعل بتغطية التعويضات من خلال تمويل مؤسسة شفاء السكان الأصليين.
افتُتحت المدرسة في 19 ديسمبر 1898. كانت المدرسة تديرها في البداية أربع أخوات من مجمع سيدة الإرساليات، ثم أخوات من راهبات القديس جوزيف من عام 1901 إلى 1979. في عامها الأول، كان عدد الطلاب المسجلين في المدرسة 14 طالبًا، وكانت المدرسة قادرة على استيعاب 45 طالبًا. تولت الحكومة الكندية إدارة المدرسة في عام 1969، بعد أن مولتها منذ عام 1901. قامت منظمة Cowessess First Nation بإدارة المدرسة بدءًا من عام 1987. جرى إغلاق المدرسة في 30 يونيو 1997 ثم هُدمت في عام 1999 واستبدلت بمدرسة نهارية.
بلغ التسجيل في المدرسة ذروته خلال العام الدراسي 1962-1963، حيث كان بها 148 مقيمًا و89 طالبًا نهاريًا. لم يُسمح للطلاب في المدرسة بزيارة والديهم إلا أيام الأحد - وهي ممارسة انتهت بمدير جديد في عام 1933. وكان يجري قص شعر الطلاب عند وصولهم إلى المدرسة، وتخصيص رقم لكل طالب، وكان الموظفون يستخدمون ذلك الرقم عندما يشعرون بالضيق. عمل الموظفون على «للسيطرة جسديا على طلابهم». على الرغم من أن الإدارة المحلية حسنت الظروف إلى حد ما، استمرت الممارسات التعسفية في التسعينيات. كان Amber KK Pelletier، الذي درس في هذه المدرسة من 1993 إلى 1997، أصغر ناجٍ قابلته لجنة الحقيقة والمصالحة الكندية.

## اكتشاف قبور مجهولة
تم استخدام مقبرة جماعية بجوار المدرسة لأول مرة في عام 1885. في مايو 2021، أعلنت Cowessess First Nation أنها ستبحث في الموقع باستخدام رادار مخترق للأرض، بالتعاون مع مجموعة من Saskatchewan Polytechnic. في ذلك الوقت، قُدر أن ثلث المقابر فقط قد تم تعليمها. تم التخطيط للبحث قبل عامين، لكنه شهد تأخيرات بسبب وباء كورونا؛ بدأ البحث في نهاية المطاف في 31 مايو 2021، وجرى توسيع البحث أربع مرات بعد حكايات من كبار السن بأن الجثث قد دُفنت بالقرب من أرض المدرسة. في 23 يونيو 2021، أُعلن عن وجود المئات من القبور غير المميزة في المدرسة، والتي بها أكبر عدد من القبور التي عُثر عليها في كندا حتى تاريخه، وفقًا لاتحاد الشعوب الأصلية ذات السيادة (FSIN)، الذي يمثل الأمم الأولى لساسكاتشوان. أُعلن عن العدد الإجمالي للمقابر بـ 751 في مؤتمر صحفي في اليوم التالي، أي أكثر بثلاث مرات من عدد القبور الذي جرى اكتشافها في مدرسة كاملوبس الشهر السابق والذي بلغ 215 قبرًا. جرى البحث في مساحة تُقدر بحوالي 44,000 م2 (470,000 قدم2)، مع احتمال أن تشير كل من الـ 751 «علامة» إلى أكثر من جثة. تم تأكيد ما لا يقل عن 600 مقبرة، حيث كان معدل الخطأ في تكنولوجيا الرادار 10-15٪. لم تكن الجثث جزءًا من مقبرة جماعية، حيث أزال ممثلو الكنيسة الكاثوليكية شواهد القبور في الستينيات.

### ردود الفعل
أعرب سكوت مو، رئيس وزراء ساسكاتشوان، عن دعمه لأسر القتلى في بيان مكتوب. غرد رئيس وزراء أونتاريو، دوج فورد، «قلبي يتألم لمجتمعات السكان الأصليين بأخبار المزيد من مواقع المقابر التي لا تحمل علامات ومئات الأطفال الذين لم يعودوا أبدًا إلى منازلهم. يجب أن نواجه هذا الجانب المرعب من التاريخ ونتعلم منه، بما في ذلك هنا في أونتاريو، حتى تجد العائلات المواساة التي تستحقها». وكتب بيري بيليجارد، الرئيس الوطني لجمعية الأمم الأولى، في تغريدة على تويتر أن الاكتشاف كان «مأساويًا تمامًا، ولكنه ليس مفاجئًا». في ساسكاتون، من المقرر إنزال أعلام المدينة إلى نصف الصاري في 24 يونيو. قال بوبي كاميرون، رئيس اتحاد الشعوب الأصلية ذات السيادة: «كانت هذه جريمة ضد الإنسانية... الجريمة الوحيدة التي ارتكبناها عندما كنا أطفالًا كانت الولادة من السكان الأصليين... كان لدينا معسكرات اعتقال هنا. كان لدينا هنا في ساسكاتشوان. كانت تسمى مدارس داخلية هندية». اعتذر دونالد بولين، رئيس أساقفة أبرشية الروم الكاثوليك في ريجينا، عن تصرفات الكنيسة وقال إنهم سيساعدون في تقديم المعلومات.
ردَّ رئيس الوزراء جاستن ترودو أن النتائج كانت «مسؤولية وعلى كندا أن تتحملها» وأعرب عن تعاطفه. رداً على ذلك، رفضت ماريون بولر، كبيرة المفوضين للتحقيق الوطني في المفقودين والقتلى من النساء والفتيات من السكان الأصليين، كلمات ترودو باعتبارها «أفكارًا ودعوات» وطالبت «بعمل ملموس» بدلاً من ذلك. طالب زعيم الحزب الديمقراطي الجديد جاجميت سينغ الحكومة الفيدرالية بتنفيذ جميع التوصيات الـ 94 الصادرة عن لجنة الحقيقة والمصالحة الكندية.
في أعقاب اكتشافات ماريفال وكاملوبس، قرر عدد من المجتمعات في كولومبيا البريطانية وأونتاريو ونيو برونزويك ونونافوت إلغاء احتفالات يوم كندا لعام 2021، واختاروا بدلاً من ذلك أحداثًا خافتة أو وقتًا للتفكير. من المقرر أن يُضيء برج سي إن في تورنتو باللون البرتقالي في يوم كندا في عرض لدعم مجتمعات السكان الأصليين.

## روابط خارجية
- مدرسة ماريفال السكنية في المركز الوطني للحقيقة والمصالحة
- Accueil: Les Soeurs de Saint-Joseph de Saint-Hyacinthe | SJSH